# Peralejos de las Truchas
Peralejos de las Truchas – gmina w Hiszpanii, w prowincji Guadalajara, w Kastylii-La Mancha, o powierzchni 70,76 km². W 2011 roku gmina liczyła 151 mieszkańców.